# اقتصاد غير رسمي

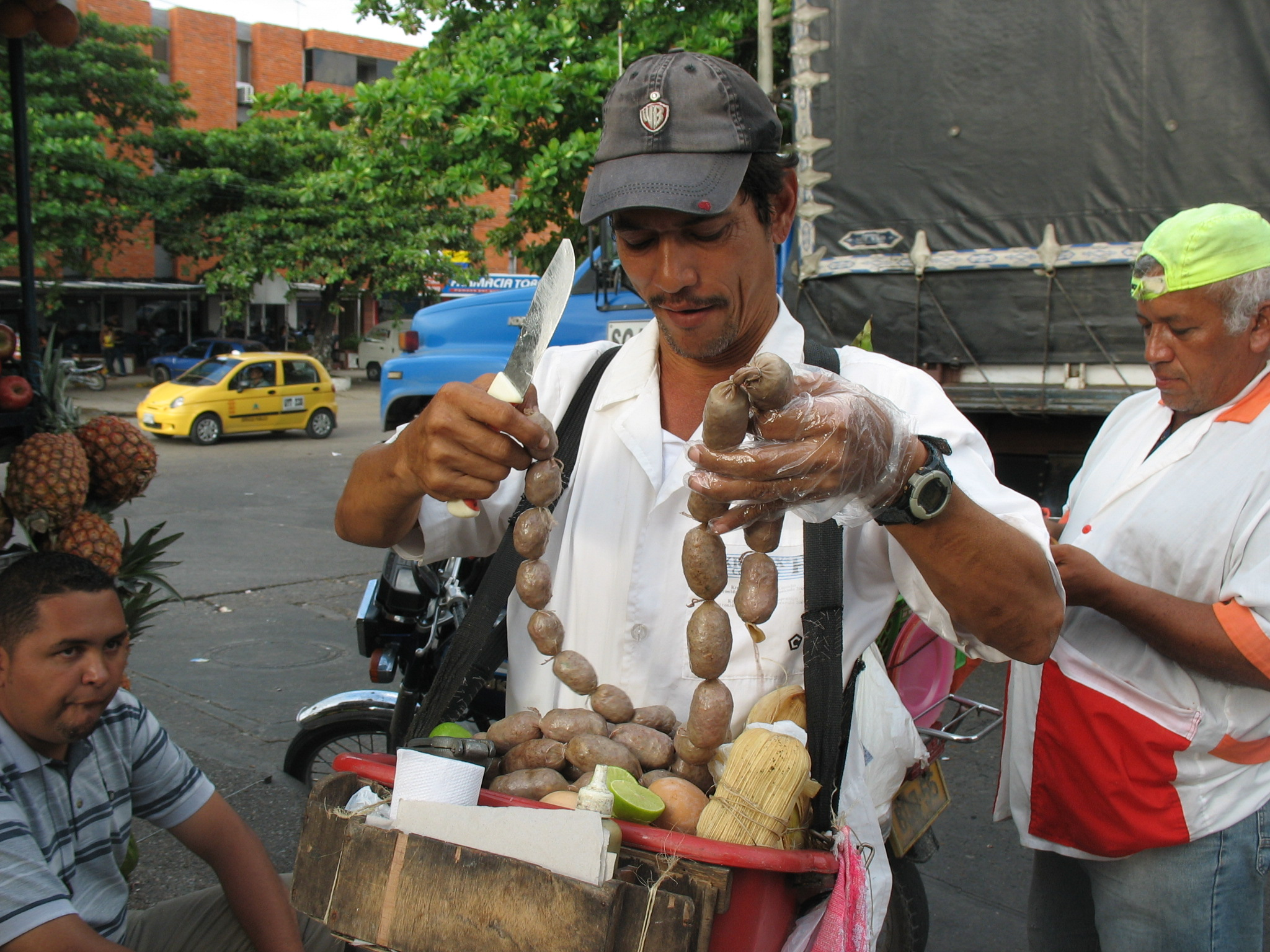

الاقتصاد غير الرسمي يقصد به كل النشاطات الاقتصادية والتي تحدث خارج مجال الاقتصاد الرسمي والذي تقوم الحكومة بضبطه.
يشير هذا النوع من الاقتصاد إلى قطاع الدخل العام والذي تكون فيه أنواع معينة من الدخل ووسائل إدرارها غير مضبوطة من قبل مؤسسات المجتمع في بيئة قانونية واجتماعية.
حيث يعتبر كل النشاطات الاقتصادية والتي لا تخضع للضرائب ولا تراقب من قبل الحكومة ولا تدخل ضمن الناتج القومي الإجمالي، على العكس من الاقتصادي النظامي أو الرسمي.
على الرغم من أن الاقتصاد غير الرسمي مرتبط مع الدول النامية إلا أن كل الأنظمة الاقتصادية تحتوي على اقتصاد غير رسمي.
يشير المصطلحان الإنجليزيان (تحت الطاولة) و(خارج الدفاتر المحاسبية) إلى هذا النوع من الاقتصاد. وكما يشير مصطلح السوق السوداء إلى مجموعة جزئية محددة من الاقتصاد غير الرسمي حيث يكون في هذا المجموعة الجزيئية التهريب ممارساً.

## التعريف
يُعزى الاستخدام الأصلي لمصطلح «القطاع غير الرسمي» إلى نموذج التنمية الاقتصادية الذي وضعه دبليو. آرثر لويس، والذي يستخدم لوصف فرص العمالة أو توليد مصادر الرزق بشكل أساسي في العالم النامي. أستُخدم لوصف نوع من العمالة كان ينظر إليه على أنه يقع خارج القطاع الصناعي الحديث. ثمّة تعريف بديل يستخدم الاستقرار الوظيفي كمقياس للشكليّة، مُعرفًا المشاركين في الاقتصاد غير الرسمي بأنهم «الذين لا يتمتعون بالأمن الوظيفي، وأمن العمل، والضمان الاجتماعي». في حين أن كلا التعريفين ينطوي على عدم وجود خيار أو وكالة في المشاركة في الاقتصاد غير الرسمي، إلا أن المشاركة قد تكون أيضًا مدفوعة برغبة في تجنب التنظيم أو فرض الضرائب. قد يظهر ذلك على أنه عمل غير مبلغ عنه، مخفي عن الدولة لأغراض الضرائب أو الضمان الاجتماعي أو قانون العمل، ولكنه قانوني في جميع الجوانب الأخرى. اقترح إدغار إل. فيج تصنيفًا لوصف الاقتصاديات غير المراقبة بما فيها الاقتصاد غير الرسمي بأنها تتسم بنوع من السلوكيات غير المتوافقة مع مجموعة من القواعد المؤسسية. يزعم فيج أن التحايل على أنظمة سوق العمل التي تحدد الحد الأدنى للأجور وظروف العمل والضمان الاجتماعي والبطالة واستحقاقات العجز يؤدي إلى نشوء اقتصاد غير رسمي يحرم بعض العمال من المزايا المستحقة في حين ينقل منافع غير مستحقة إلى الآخرين.
هذا المصطلح مفيد أيضًا في وصف وحساب أشكال المأوى أو ترتيبات المعيشة التي تعتبر أيضًا غير قانونية أو غير خاضعة للرقابة أو غير ممنوحة حماية الدولة. يستبدل «الاقتصاد غير الرسمي» بشكل متزايد بـ «القطاع غير الرسمي» باعتباره الواصف الأفضل لهذا النشاط.
غالبًا ما ينظر إلى الطابع غير الرسمي، سواء في مجال الإسكان أو توليد سبل العيش على حد سواء، على أنه مرض اجتماعي، ويُوصف إما من حيث نقص أو ما يرغب المشارك في تجنبه. هناك رأي مماثل، طرحته عالمة الاجتماع الهولندية البارزة ساسكيا ساسين، مفاده أن القطاع «غير الرسمي» الحديث أو الجديد هو نتاج ومحرك الرأسمالية المتقدمة وموقع لأكثر الجوانب ريادة في الاقتصاد الحضري، بقيادة مهنيين مبدعين مثل الفنانين والمهندسين المعماريين والمصممين ومطوري البرمجيات. في حين أن هذا المظهر من مظاهر القطاع غير الرسمي لا يزال إلى حد كبير سمة من سمات البلدان المتقدمة، إلا أن الأنظمة المتزايدة تنشأ لتيسير مشاركة الأشخاص ذوي المؤهلات المماثلة في البلدان النامية.

## تاريخ
حاولت الحكومات تنظيم جوانب من اقتصاداتها ما دام فائض الثروة موجودًا والذي على الأقل كان في وقت مبكر مثل سومر. رغم ذلك فإن مثل هذه التنظيمات لم تكن قابلة للتنفيذ بالكامل على الإطلاق.
تشير الأدلة الأثرية والأنثروبولوجيا بقوة إلى أن الناس في جميع المجتمعات يعدلون نشاطهم بانتظام في إطار النظم الاقتصادية في محاولة للتهرب من الأنظمة. لذلك، إذا كان النشاط الاقتصادي غير الرسمي هو النشاط الذي لا يخضع للتنظيم في ظل نظام منظم على نحو آخر، فإن الاقتصادات غير الرسمية تكون قديمة قدم نظيراتها الرسمية، إن لم تكن أقدم. المصطلح بذات نفسه، هو أكثر حداثة.
أدى تفاؤل مدرسة تطوير نظرية التحديث بمعظم الناس في الخمسينيات والستينيات من القرن العشرين إلى الاعتقاد بأن الأشكال التقليدية للعمل والإنتاج ستختفي نتيجة للتقدم الاقتصادي في البلدان النامية. بما أن هذا التفاؤل أثبت أنه لا أساس له من الصحة، لجأ الباحثون إلى الدراسة عن كثب لما كان يُطلق عليه آنذاك القطاع التقليدي. وجدوا أن هذا القطاع لم يستمر فحسب، بل توسع في الواقع ليشمل تطورات جديدة. بقبول أن هذه الأشكال من الإنتاج كانت موجودة لتبقى، سارع العلماء وبعض المنظمات الدولية باصطلاح «القطاع غير الرسمي» (المعروف لاحقًا باسم الاقتصاد غير الرسمي أو الشكليّة فقط)، والذي يُنسب إلى عالم الأنثروبولوجيا البريطاني كيث هارت في الدراسة التي أجريت عام 1971 عن غانا ونشرت في عام 1973، وصاغتها منظمة العمل الدولية في دراسة تمت قراءتها على نطاق واسع عن كينيا في عام 1972.
في «الاقتصادات التحتيّة: التهرب الضريبي وتشويه المعلومات» درس إدغار ل. فيج الآثار الاقتصادية المترتبة على تحول النشاط الاقتصادي من القطاع الملحوظ إلى القطاع غير الملحوظ في الاقتصاد. هذا التحول لا يقلل فقط من قدرة الحكومة على تحصيل الإيرادات، بل يمكن أيضًا أن يؤدي إلى تحيز أنظمة المعلومات في البلاد وبالتالي يؤدي إلى قرارات سياسية مضللة. يفحص الكتاب وسائل بديلة لتقدير حجم مختلف الاقتصادات غير الملحوظة، ويفحص نتائجها في كلٍّ من الاقتصاديات الاشتراكية والموجهة نحو السوق. يستمر فيج في تطوير إطار تصنيفي يوضح الفروق بين الاقتصادات غير الرسمية وغير القانونية وغير المبلغ عنها وغير المسجلة، ويحدد روابطها المفاهيميّة والتجريبيّة والوسائل البديلة لقياس حجمها واتجاهاتها. منذ ذلك الحين، أصبح القطاع غير الرسمي موضوع تحقيقٍ شائع بشكل متزايد، ليس فقط في الاقتصاد، ولكن أيضًا في علم الاجتماع والأنثروبولوجيا والتخطيط الحضري. مع التحول باتجاه ما يسمى أنماط الإنتاج ما بعد فورد في البلدان النامية المتقدمة، أجبِر العديد من العمال على الخروج من عملهم في القطاع الرسمي إلى العمالة غير الرسمية. في مجموعة من المقالات البذريّة، الاقتصاد غير الرسمي. دراسات في البلدان المتقدمة والبلدان الأقل نموًا، أكّد أليخاندرو بورتس والمتعاونون معه على وجود اقتصاد غير رسمي في جميع البلدان من خلال تضمين دراسات حالة تتراوح بين نيويورك ومدريد إلى الأوروغواي وكولومبيا.
يمكن القول إن أحد الكتب الأكثر تأثيرًا في الاقتصاد غير الرسمي هو كتاب «إل أوترو سينديرو» لـ هيرناندو دي سوتو (1986)، والذي نشر باللغة الإنجليزية في عام 1989 باسم «الطريق الآخر» مع مقدمة للكاتب البيروفي ماريو فارغاس ليوسا. يزعم دي سوتو وفريقه أن التنظيم المفرط في اقتصاديات البيرو (وغيرها من اقتصاديات أمريكا اللاتينية) يجبر جزءًا كبيرًا من الاقتصاد على التحول إلى النظام غير الرسمي وبالتالي يمنع التنمية الاقتصادية. بينما يتهم دي سوتو الطبقة الحاكمة في القرن العشرين بالإتجارية، فإنه يُعجب بروح المبادرة في الاقتصاد غير الرسمي. في تجربة مستشهد بها على نطاق واسع، حاول فريقه تسجيل مصنع ملابس صغير قانونيًا في ليما. استغرق هذا أكثر من 100 خطوة إدارية ونحو عام من العمل بدوام كامل. تضع مراجعة فيج للطريق الآخر العمل في سياق أدب الاقتصاد غير الرسمي. في حين أن عمل دي سوتو يحظى بشعبية لدى صناع السياسات وأبطال سياسات السوق الحرة مثل مجلة الإيكونومست، فقد انتقده بعض علماء الاقتصاد غير الرسمي بسبب العيوب المنهجية والتحيز المعياري.
في النصف الثاني من التسعينيات، بدأ العديد من العلماء في اصطلاح «الاقتصاد غير الرسمي» بوعي بدلاً من «القطاع غير الرسمي» للإشارة إلى مفهوم أوسع يشمل المؤسسات بالإضافة إلى العمالة في الاقتصاديات النامية والانتقالية والصناعية المتقدمة.
من بين الاستطلاعات التي أجريت حول حجم اقتصاد الظل وتطوره (والتي يُعبر عنها في الأغلب بنسبة مئوية من الناتج المحلي الإجمالي) تلك التي أجراها فيج (1989)، وشنايدر وإنست (2000). في هذه الاستطلاعات يمكن العثور على مناقشة مكثفة حول مختلف إجراءات التقدير لحجم اقتصاد الظل وكذلك تقييم نقدي لحجم اقتصاد الظل وعواقب اقتصاد الظل على الرسمي الذي يمكن العثور عليه. تستعرض أحدث ورقة استطلاع عن الموضوع معنى وقياس الاقتصاديات غير الملحوظة، وهي تنتقد بصفة خاصة تقديرات حجم ما يسمى «اقتصاد الظل» الذي يستخدم أساليبًا متعددة المؤشرات متعددة الأسباب التي تعامل اقتصاد الظل كمتغير كامن.